# George Zarnecki

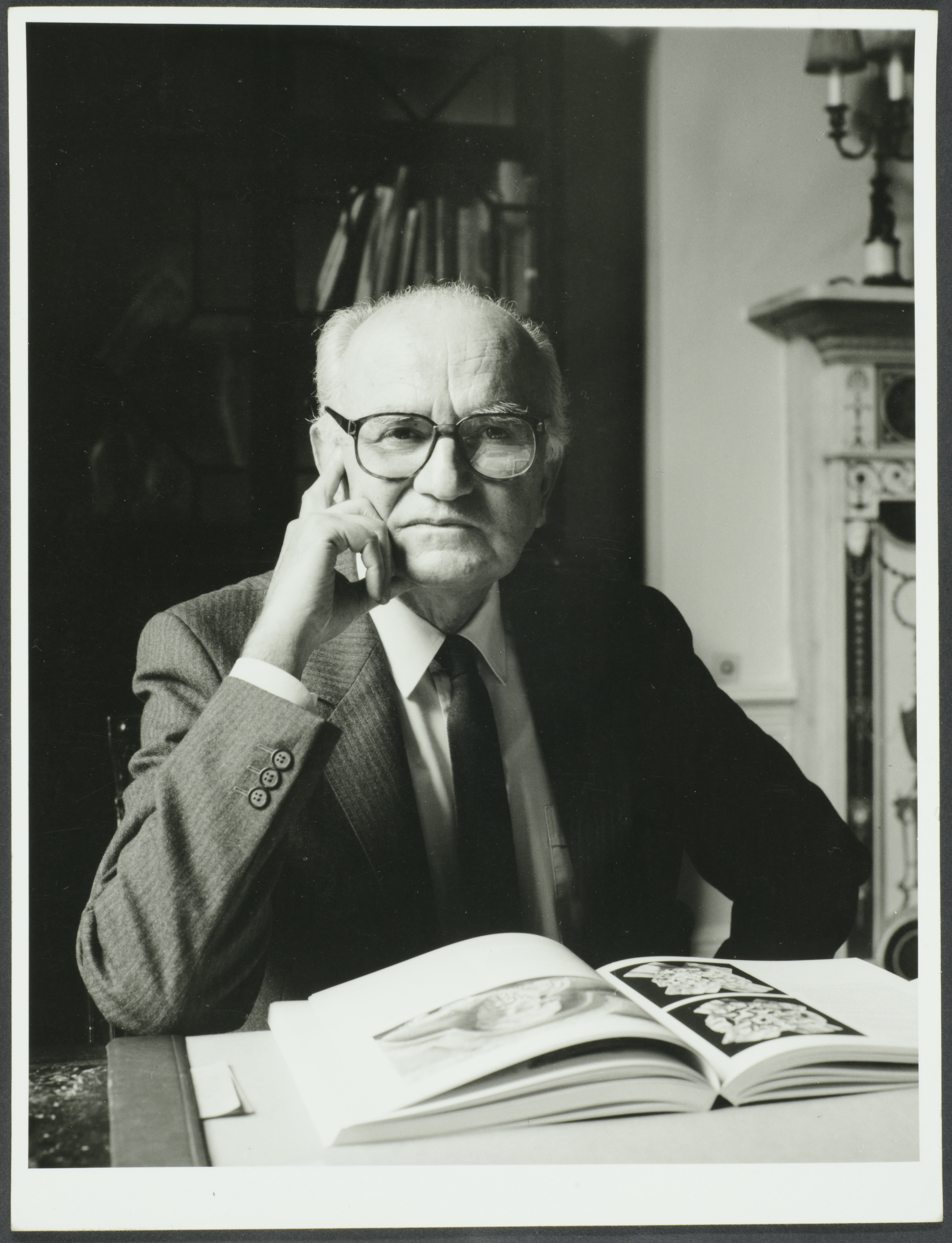
George Zarnecki

George Zarnecki (* als Jerzy Zarnecki 12. September 1915 in Stara Osota, Ukraine; † 8. September 2008 in London) war ein britischer Kunsthistoriker. Er war Spezialist für Romanik (speziell Skulpturen der Romanik in Großbritannien) am Courtauld Institute of Art.

## Leben
Zarnecki war der Sohn eines Eisenbahningenieurs (ursprünglich ein polnischer Jude, der zum Katholizismus konvertierte) und einer Russin. Zarnecki studierte Kunstgeschichte in Krakau mit dem Abschluss 1938. Er war kurz Assistent an der Universität Krakau, bevor er beim deutschen Einfall in Polen mit seinen Eltern nach Bukarest floh. Er ging weiter nach Italien und Frankreich, wo er sich der französischen Armee als polnischer Freiwilliger anschloss und 1940 das Croix de Guerre erhielt. Er wurde Kriegsgefangener, konnte nach Spanien fliehen und ging 1943 nach England, wo er sich der polnischen Exilarmee anschloss. 1945 heiratete er. Über Anthony Blunt kam er an das Courtauld Institut, an dem er das photographische Archiv betreute und 1950 bei Fritz Saxl über englische Romanik promoviert wurde (Regional Schools of English Sculpture in the Twelfth Century). 1959 wurde er Reader an der Universität London, dem das Courtauld Institut angegliedert wurde. 1961 wurde er stellvertretender Direktor des Courtauld Institute (unter Anthony Blunt) und 1963 Professor. Als Blunt 1974 die Leitung des Instituts abgab, bewarb er sich nicht um die Nachfolge, da er sich der Forschung widmen wollte (unter Blunt fiel ihm ein Großteil der administrativen Arbeit zu). 1982 ging er in den Ruhestand.
1960/61 war er Gastprofessor in Oxford (Slade Professor of Fine Art) und 1966 am Institute for Advanced Study. 1984 organisierte er eine Ausstellung über romanische Kunst in England in der Hayward Gallery.
1968 wurde er Fellow der British Academy. 1970 wurde er CBE. Er war auswärtiges Mitglied der Polnischen Akademie der Wissenschaften.

## Schriften
- Romanik, Belser Stilgeschichte, 1970
- English Romanesque Sculpture, 1066–1140. London: A. Tiranti, 1951 (entstanden aus seiner Dissertation)
- English Romanesque Sculpture, 1140–1210. London: A. Tiranti, 1953
- English Romanesque Lead Sculpture: Lead Fonts of the Twelfth Century. New York: Philosophical Library, 1957
- The Early Sculpture of Ely Cathedral. London: A. Tiranti. 1958
- mit Denis Grivot: Gislebertus: Sculptor of Autun. New York: Orion Press, 1961
- The Monastic Achievement. New York: McGraw-Hill, 1972
- Romanesque Art. New York: Universe Books, 1971
- Art of the Medieval World: Architecture, Sculpture, Painting, the Sacred Arts. New York: H. N. Abrams, 1975.